# Zespół Grisela
Zespół Grisela (łac. torticollis nasopharyngea, torticollis atlantoepistrophealis) – zespół objawów polegający na bolesnym, skośnym ustawieniu głowy (kręcz szyi) związanym z obecnością procesu zapalnego w obrębie mięśni przedkręgowych. Został on opisany w 1930 roku przez P. Grisela, lekarza francuskiego.

## Etiologia
Zespół Grisela występuje jako rzadkie powikłanie po adenotomii oraz w stanach zapalnych części nosowej gardła. Może towarzyszyć ropniowi zagardłowemu.

## Patogeneza
Zespół Grisela spowodowany jest rozwojem stanu zapalnego w przestrzeni zagardłowej, który następnie obejmuje mięśnie przedkręgowe. Stan zapalny mięśni przedkręgowych prowadzi do ich przykurczu i rozwinięcia procesu zapalnego w stawie szczytowo-obrotowym kręgosłupa oraz wtórnego podwichnięcia kręgu szczytowego i obrotowego.

## Objawy
- złe samopoczucie
- tachykardia
- gorączka
- skośne ustawienie głowy
- usztywnienie karku
- bolesność opukowa w okolicy podpotylicznej
- ruchy głowy powodują silny ból promieniujący do karku

## Diagnostyka
Zdjęcie rentgenowskie kręgosłupa szyjnego uwidaczniające:
- - zanik fizjologicznej lordozy w kręgosłupie szyjnym;
  - podwichnięcie do przodu kręgu szczytowego i obrotowego.

## Leczenie
- antybiotykoterapia
- leczenie ortopedyczne – artrodeza szczytowo-obrotowa tylna

## Klasyfikacja ICD10
| kod ICD10     | nazwa choroby                          |
| ------------- | -------------------------------------- |
| ICD-10: M43   | Inne zniekształcające choroby grzbietu |
| ICD-10: M43.6 | Kręcz szyi                             |